# Kovács Mihály (színművész)
Kovács Mihály, Schmidt (Pest, Ferencváros, 1862. szeptember 29. – Budapest, Józsefváros, 1911. december 17.) színész. 

## Életútja
Schmidt József és Sabinczky Anna fiaként született. Báródi Károlynál lépett fel először 1884. április 8-án, majd 1889-től Krecsányi Ignác budai társulatában játszott egy évtizedig. 1899 és 1906 között a Népszínházban játszott, 1907 októberétől haláláig tagja volt a Nemzeti Színháznak. Október 12-én a Három testőr című darabban Polacsek borkereskedőt alakította. Kiváló ének- és tánctudással rendelkezett, vidéken operettbuffóként is szerepelt. Schmidt családi nevét 1909-ben változtatta Kovácsra. Felesége Somolik Gizella Katalin színésznő volt, akivel 1898. március 24-én kötöttek házasságot, s több évig játszottak együtt Krecsányi Ignácnál.

## Fontosabb szerepei
- Pomponius (Huszka Jenő: Bob herceg)
- Csicsó (Hetényi Béla: Csicsóné)
- Frank (ifj. Johann Strauss: A denevér)
- Péter (Heijermans: A remény)
- Moulinet (Ohnet: A vasgyáros)
- Polacsek (Herczeg Ferenc: A három testőr)

## Működési adatai
1885: Polgár Károly; 1886: Kassa; 1887: Miskolc; 1888: Székesfehérvár.